# Generali Ladies Tour 2010
De Generali Ladies Tour 2010 was het eerste officiële golfseizoen van de Ladies European Tour Access Series (LETAS). Het seizoen begon met het Terre Blanche Ladies Open in maart 2010 en eindigde met het Murcia Ladies Open in november 2010. Er stonden vijf toernooien op de kalender.
In 2010 werd de golftour opgericht als de Generali Ladies Tour, die een jaar later hernoemd werd tot de Ladies European Tour Access Series. Het is een opleidingstour waar golfprofessionals en -amateurs op het einde van het seizoen kwalificeren voor het volgend golfseizoen van de Ladies European Tour die tevens dit golftour heeft opgericht.

## Kalender
De eerste drie golftoernooien bevonden zich allemaal in Frankrijk waar de drie winnaressen en de drie beste amateurs zich konden kwalificeren voor het Open de France Dames.
| Data  | Data  | Toernooi                  | Stad          | Winnares        | Score | Score | Info |
| ----- | ----- | ------------------------- | ------------- | --------------- | ----- | ----- | ---- |
| 16-03 | 18-03 | Terre Blanche Ladies Open | Nice          | Caroline Afonso | 221   | +5    |      |
| 15-04 | 17-04 | Dinard Ladies Open        | Rennes        | Jade Schaeffer  | 208   | –2    |      |
| 09-06 | 11-06 | La Nivelle Ladies Open    | Biarritz      | Caroline Afonso | 208   | –2    |      |
| 14-10 | 16-10 | Trofée Preven's           | Saint Georges | Jade Schaeffer  | 208   | –8    |      |
| 18-11 | 21-11 | Murcia Ladies Open        | Murcia        | Julie Tvede     | 220   | +1    |      |

De Order of Merit werd gewonnen door Caroline Afonso.